# Guanzhongsletten
Guanzhong (kinesisk skrift: 關中, betyder ordret: midt [mellem] passene), eller Guanzhongsletten, er navnet på en stor løssslette, og kinesisk region som historisk er afgrænset af:
- Xiao-passet (蕭關) i nord,
- Hangu-passet (函谷關) i øst,
- Wu-passet (武關) i syd, og
- Dasan-passet (大散關) i vest.

Det er den centrale del af provinsen Shaanxi og den aller vestligste del af Henan.
Guanzhongsletten ligger på omkring 500 meters højde, og krydses af floden Wei He, der er en biflod til den Gule Flod. Xi'an, hovedstaden for Shaanxi, er den største by på sletten. De øvrige større byer Tongchuan, Baoji, Xianyang og Weinan. 
Sletten var det centrale område underlagt staten Qin under de stridende staters tid. Det var denne stat som efterhånden forenede Kina.